# Norwegische Nordische Skimeisterschaft 1946

Norges Skiforbund

Die Norwegische Nordische Skimeisterschaft 1946 (norwegisch Norgesmesterskapet på ski 1946) fand in Drammen, Mjøndalen und Alvdal statt. Es waren die ersten Norwegischen Meisterschaften nach dem Zweiten Weltkrieg. Ausgetragen wurden sie von den lokalen Vereinen Ski og Ballklubben Drafn, Mjøndalen IF sowie Alvdal IL und dem Norges Skiforbund, dem Norwegischen Skiverband. Ausgetragen wurden Meisterschaften im Skilanglauf, Skispringen sowie in der Nordischen Kombination. Ausgetragen wurden ausschließlich Herrenwettbewerbe.

## Ergebnisse

### Skilanglauf 17 km
| Platz | Name                  | Verein            | Zeit (std) |
| ----- | --------------------- | ----------------- | ---------- |
| 01    | Arve Ulseth           | Østerdalslaget    | 1:04:30    |
| 02    | Hallvard Eggseth      | Alvdal Idrettslag | 1:05:28    |
| 03    | Thorleif Vangen       | IL i BUL          | 1:05:44    |
| 04    | Olaf Økern            | Bærums Skiklub    | 1:05:59    |
| 05    | Lars Nesset           | Hanestad IL       | 1:06:01    |
| 06    | Leif Haugan           | Mesnalien Skilag  | 1:06:02    |
| 07    | Gunnar Hermansen      | Nydalens SK       | 1:06:02    |
| 08    | Reidar Nyborg         | Mesnalien Skilag  | 1:06:06    |
| 09    | Gunar Hansveen        | Lillehammer SK    | 1:06:40    |
| 10    | Kristian Lillegjelten | Hodalen           | 1:06:47    |

Datum: 22. Februar 1946

### Skilanglauf 30 km
| Platz | Name            | Verein         | Zeit (std) |
| ----- | --------------- | -------------- | ---------- |
| 01    | Thorleif Vangen | IL i BUL       | 2:00:43    |
| 02    | Erik Resell     | IL Nor         | 2:02:49    |
| 03    | Olav Odden      | SK Freidig     | 2:03:57    |
| 04    | Arve Ulseth     | Østerdalslaget | 2:04:05    |
| 05    | Olaf Økern      | Bærums SK      | 2:04:14    |
| 06    | Lars Bergendahl | Sørkedalens IF | 2:05:21    |
| 07    | Leif Haugen     | Mesnalien SL   | 2:05:37    |
| 08    | Sigurd Vestad   | N. Trysil      | 2:06:10    |
| 09    | Hallvard Eggset | Alvdal IL      | 2:06:13    |
| 10    | Per Samuelshaug | Alvdal IL      | 2:06:41    |

Datum: 18. Februar 1946
Der 30-km-Skilanglauf fand in Drammen statt. Neben der Einzelwertung wurde der Generalstabens kretspokal an den Skibezirk verliehen, der in der Addition seiner besten drei Athleten am schnellsten war. So gewann der Oslo skikrets (Thorleif Vangen, Arve Ulseth, Arnljot Nyaas) in einer Zeit von 6:13:34 Stunden vor Hedmark (6:20:50 std) und Nord-Østerdal (6:21:09 std).

### Skilanglauf 50 km
| Platz | Name                  | Verein         | Zeit (std) |
| ----- | --------------------- | -------------- | ---------- |
| 01    | Thorleif Vangen       | IL i BUL       | 3:31:01    |
| 02    | Trygve Evensen        | Mesnalien SL   | 3:33:35    |
| 03    | Arve Ulseth           | Østerdalslaget | 3:33:46    |
| 04    | Eivind Kveberg        | Alvdal IL      | 3:38:42    |
| 05    | Gunnar Hansveen       | Lillehammer SK | 3:38:49    |
| 06    | Hallvard Eggset       | Alvdal IL      | 3:39:02    |
| 07    | Kristian Lillegjelten | Hodalen        | 3:39:05    |
| 08    | Ivar Glesåen          | Rena           | 3:42:55    |
| 09    | Leif Haugen           | Mesnalien SL   | 3:46:54    |
| 10    | Kristian Bjørn        | Alvdal IL      | 3:46:55    |

Datum: 10. Februar 1946
Der 50-km-Skimarathon fand in Alvdal statt.

### Skilanglauf Staffel 4 × 10 km
| Platz | Namen                                                                 | Skikrets      |         |
| ----- | --------------------------------------------------------------------- | ------------- | ------- |
| 01    | Eldar Hagen Bjarne Solvang Thorleif Vangen Arve Ulseth                | Oslo          | 2:49:03 |
| 02    | Trygve Evensen Leif Haugen Reidar Nyborg Olaf Dufseth                 | Hedmark       | 2:50:38 |
| 03    | Kristian Lillegjelten Asbjørn Støholen Eivind Kveberg Hallvard Eggset | Nord-Østerdal | 2:55:03 |
| 04    | Kr. Trondsen Odd Jensgaen Odd Brodahl E. Meier                        | Ringerike     | 2:55:41 |
| 05    | I. Halvorsen Lars Bergendahl Gunnar Hermansen L. Slagteren            | Aker          | 2:56:00 |
| 06    | H. J. Hagen R. Ringstad L. Granlien Gunnar Hansveen                   | Gudbrandsdal  | 2:56:11 |

Datum: 20. Februar 2021
Es nahmen 15 Teams am Staffelwettbewerb in Drammen teil.

### Nordische Kombination
| Platz | Name                | Verein                | Gesamtpunkte |
| ----- | ------------------- | --------------------- | ------------ |
| 01    | Ottar Gjermundshaug | Alvdal IL             | 448,236      |
| 02    | Eilert Dahl         | Fossekallen IL        | 435,207      |
| 03    | Magne Gjermundshaug | Alvdal IL             | 435,171      |
| 04    | Olav Odden          | Sportsklubben Freidig | 433,957      |
| 05    | Olav Gjermundshaug  | Alvdal IL             | 429,364      |
| 06    | Olaf Dufseth        | Vang SF               | 428,814      |
| 07    | Gunnar Hermansen    | Nydalens SK           | 423,100      |
| 08    | Emil Kvanlid        | Drammens Ballklubb    | 422,350      |
| 09    | Gunar Paulsen       | Drammens Ballklubb    | 418,050      |
| 10    | Hans Dotseth        | Gjøvik Skiklubb       | 417,150      |

Datum: 22. und 23. Februar 1946

Der Kombinationswettbewerb bestand aus einem 17-km-Skilanglauf in Drammen und einem Springen auf dem Vikkollen in Mjøndalen. Der Langlauf war in dem der Spezialisten integriert. Bester Langläufer war Gunnar Hermansen mit einer Zeit von 1:06:02 Stunden. Der Sieger der Nordischen Kombination Ottar Gjermundshaug erhielt den Kongepokal. Darüber hinaus wurde der Krestpokal des Norwegischen Skiverbands an den besten Skibezirk (Skikrets) vergeben. Es gewann der Nord Østerdal skikrets (Ottar Gjermundshaug, Magne Gjermundshaug und Olav Gjermundshaug) mit 1302,771 Punkten vor dem Ringerike skikrets (1257,207 Punkten) und dem Aker skikrets (1244,000 Punkte).

### Skispringen
| Platz | Name                | Verein            | Weite 1 | Weite 2 | Punkte |
| ----- | ------------------- | ----------------- | ------- | ------- | ------ |
| 01    | Asbjørn Ruud        | Kongsberg IF      | 75,0 m  | 68,0 m  | 229,2  |
| 02    | Arnholdt Kongsgård  | Kongsberg IF      | 75,0 m  | 71,0 m  | 226,2  |
| 03    | Reidar Andersen     | IF Ready          | 76,0 m  | 68,0 m  | 225,5  |
| 04    | Harald Hauge        | SK Sport          | 75,0 m  | 69,0 m  | 225,4  |
| 05    | Jens Sandvik        | Selsbakk IF       | 77,0 m  | 70,0 m  | 224,1  |
| 06    | Thorleif Schelderup | IL Heming         | 73,0 m  | 68,0 m  | 222,2  |
| 07    | Yngvar Myhra        | IL Bergkameratene | 74,0 m  | 65,0 m  | 222,1  |
| 08    | Trond Eide          | IF Birkebeineren  | 73,0 m  | 68,0 m  | 221,4  |
| 09    | Petter Hugsted      | Kongsberg IF      | 69,0 m  | 67,0 m  | 220,8  |
| 10    | Victor Glock        | IL i BUL          | 73,0 m  | 68,0 m  | 220,1  |
| 10    | Kåre Eriksen        | Malm IL           | 74,5 m  | 65,0 m  | 220,1  |

Datum: 25. Februar 1946

Der Wettbewerb fand auf dem Drafnkollen in Drammen statt. In einem engen Wettkampf setzte sich Asbjørn Ruud durch.